# Gilbert Gottfried
Gilbert Jeremy Gottfried, född 28 februari 1955 i Brooklyn i New York, död 12 april 2022 i New York, var en amerikansk skådespelare och ståuppkomiker. Gottfried var känd för att genomföra sina karaktärer och uppträdanden med kisande ögon och en skrikig och gnällig röst. Han medverkade i mindre roller i en mängd filmer och eftersom han tidigt uppskattades av kollegorna utan att ha fått ett riktigt stort publikt genombrott kallas han "komikernas komiker".
Gottfried började med ståuppkomik på amatörklubbar i New York redan vid 15 års ålder. År 1980, fick producenterna till NBC:s sketchprogram Saturday Night Live upp ögonen för honom och han fick en av platserna i ensemblen. Han medverkade i tolv avsnitt utan att få speciellt mycket utrymme och utan sin speciella röst och kisande ögon.
Senare agerade han som röstskådespelare till tecknade filmer till exempel som papegojan i Disneyfilmerna om Aladdin.
Vid en roastning av Hugh Hefner på New York Friars' Club tre veckor efter 11 september-attackerna skämtade han om dessa och blev utbuad. Han avbröt då dessa skämt och gjorde en version av The Aristocratsskämtet som senare tog upp en stor del av filmen med samma namn.

## Rollista i urval
- 1987 – Snuten i Hollywood II
- 1990 – Titta hon snackar också!
- 1992 – Dotter på vift (TV-serie)
- 1992 – Aladdin (röst)
- 1994 – Tummelisa (röst)
- 1994 – Ren & Stimpy (TV-serie) (röst)
- 1994 – Beavis and Butt-Head (TV-serie)
- 1994 – Jafars återkomst (röst)
- 1995 – Våra värsta år (TV-serie)
- 1995 – Are You Afraid of the Dark? (TV-serie)
- 1995 – Galen i dig (TV-serie)
- 1996 – Aladdin och rövarnas konung (röst)
- 1998 – Dr. Dolittle (röst)
- 2005 – The Aristocrats
- 2016 – Sharknado: The 4th Awakens
- 2017 – Sharknado 5: Global Swarming
- 2018 – The Last Sharknado: It's About Time